# Johann Ambrosius Bach
Pour les articles homonymes, voir Johann Bach (homonymie) et Bach (homonymie).
Johann Ambrosius Bach, né à Erfurt le 22 février 1645[réf. nécessaire] et mort à Eisenach le 20 février 1695, est un musicien allemand, membre de la famille Bach et père de Jean-Sébastien.

## Biographie
Troisième des six enfants de Christoph Bach et Maria Magdalena Grabler, Johann Ambrosius est frère jumeau de Johann Christoph Bach (II). Dès l'âge de neuf ans, il reçoit de son père, à Arnstadt, une formation de violon et de viole. Après le décès de son père, il vit quelques années à Arnstadt puis voyage comme instrumentiste ( « Kunstpfeifergesell » ).
Le 12 avril 1667, il est nommé musicien de ville (« Stadtmusikant ») à Erfurt, en remplacement de son cousin Johann Christian Bach. Le 8 avril 1668, il y épouse Maria Elisabetha Lämmerhirt, issue d'une famille locale de musiciens. En 1671, il est promu musicien municipal à Eisenach grâce à l'appui de son cousin Johann Christoph Bach (I). Jean-Sébastien est le dernier de leurs huit enfants, dont quatre seront musiciens.
Veuf depuis le 1er mai 1694, il épouse le 27 novembre 1694 Barbara Margaretha Keul, doublement veuve depuis fin 1688 (d'abord d'un autre Bach puis d'un diacre). Il meurt en 1695 à quarante-neuf ans, peu après sa femme, laissant orphelin le jeune Jean-Sébastien.
Une ressemblance physique extraordinaire existe entre les jumeaux Johann Ambrosius et Johann Christian Bach, selon ce que rapporte leur petit-neveu Carl Philipp Emanuel Bach :
« Ces jumeaux sont peut-être les seuls dans leur genre que nous connaissons. Ils s'aimaient à l'extrême. Ils se ressemblaient tellement que même leurs femmes ne pouvaient pas les distinguer. Ils ont constitué un grand miracle pour les hommes et pour tous ceux qui les voyaient. La parole, l'attitude, tout était identique. Dans la musique, ils étaient indiscernables, ils jouaient de manière identique, leur apparence était identique. Quand un était malade, il en était de même l'autre. De plus, ils sont morts peu de temps l'un après l'autre. »

## Œuvres
On ignore s'il existe des compositions de Johann Ambrosius Bach.